# ابوالعباس نامی
ابوالعباس النّامی (۹۲۳-۱۰۰۹) (نسب:ابوالعبّاس احمد بن محمد دارمی مصیصی النّامی) شاعر، ادیب و لغوی عرب در سدهٔ چهارم قمری بود.
زندگی‌نامه‌نویسان هم‌روزگارش، او را شاعری گمنام که با متنبی رقابت می‌کرده، ذکر کرده‌اند.